# Divisor de cero
En álgebra abstracta, un elemento no nulo a de un anillo A es un divisor de cero por la izquierda si existe un elemento no nulo b tal que ab = 0. Los divisores de cero por la derecha se definen análogamente. Un elemento que es tanto un divisor de cero por la izquierda como por la derecha recibe el nombre de divisor de cero. Si el producto es conmutativo, entonces no hace falta distinguir entre divisores de cero por la izquierda y por la derecha. Un elemento no nulo que no sea un divisor de cero ni por la izquierda ni por la derecha recibe el nombre de regular.

## Definición
Sean a≠ 0 y b ≠ 0 dos elementos distintos de un anillo R tales que ab = 0. a y b se denominan divisores de cero, si a es divisor a izquierda y b es divisor a derecha.

## Ejemplos
- El anillo Z de los enteros no tiene divisores de cero, pero en el anillo Z × Z, o Z2 (donde la suma y el producto se realizan componente a componente), se tiene que (0,1) × (1,0) = (0,0), así que tanto (0,1) como (1,0) son divisores de cero.

- En el anillo cociente Z/6Z, la clase del 4 es un divisor de cero, ya que 3×4 es congruente con 0 módulo 6. De manera general, los divisores de cero existen en el anillo Z/nZ si y solo si n es número compuesto y corresponden a aquellos números que no son primos relativos con n.[2]

- Un ejemplo de divisor de cero por la izquierda en el anillo de matrices de 2×2 es la siguiente matriz:

{\displaystyle {\begin{pmatrix}1&1\\2&2\end{pmatrix}}}
porque, por ejemplo,
{\displaystyle {\begin{pmatrix}1&1\\2&2\end{pmatrix}}\cdot {\begin{pmatrix}1&1\\-1&-1\end{pmatrix}}={\begin{pmatrix}0&0\\0&0\end{pmatrix}}}, y la otra matriz es divisor de cero por la derecha
- Sean f y g dos funciones reales, ninguna es la función cero, de variable real definidas por

{\displaystyle f(x)=0,x\leq 0} y {\displaystyle f(x)=x,x>0}
{\displaystyle g(x)=x,x\leq 0} y {\displaystyle g(x)=0,x>0}
El producto {\displaystyle f\cdot g=0} para todo x ,número real.

## Contraejemplos
Cuando p es un número primo, el anillo Zp no tiene divisores de cero. Como todo elemento del anillo es una unidad, el anillo es un cuerpo.

## Propiedades
Los divisores de cero por la izquierda o por la derecha nunca pueden ser unidades, porque, si a es invertible y ab = 0, entonces 0 = a-10 = a-1ab = b.
Todo elemento idempotente no nulo a≠1 es divisor de cero, ya que a2 = a implica que a(a - 1) = (a - 1)a = 0. Los elementos nilpotentes no nulos del anillo también son divisores de cero triviales.
En el anillo de las matrices de n×n sobre algún campo, los divisores de cero por la izquierda y por la derecha coinciden; son precisamente las matrices singulares no nulas. En el anillo de las matrices de n×n sobre un dominio de integridad, los divisores de cero son precisamente las matrices no nulas de determinante cero.
Si a es un divisor de cero por la izquierda y x es un elemento arbitrario del anillo, entonces xa es cero o bien un divisor de cero. El siguiente ejemplo muestra que no se puede decir lo mismo de ax. Considérese el conjunto de matrices de ∞×∞ sobre el anillo de los enteros, donde cada fila y cada columna contiene un número finito de entradas no nulas. Éste es un anillo con el producto usual de matrices. La matriz
{\displaystyle A={\begin{pmatrix}0&1&0&0&0&\\0&0&1&0&0&\cdots \\0&0&0&1&0&\\0&0&0&0&1&\\&&\vdots &&&\ddots \end{pmatrix}}}
es un divisor de cero por la izquierda y B = AT es, por tanto, un divisor de cero por la derecha. Pero AB es la matriz identidad y, por tanto, no puede ser un divisor de cero. En particular, concluimos que A no puede ser un divisor de cero por la derecha.
Un anillo conmutativo con 0≠1 y sin divisores de cero recibe el nombre de dominio de integridad o dominio integral.
Las leyes de la cancelación valen en un anillo R si sólo si R no tiene divisores de 0. En este caso la ecuación ax = b tiene una única solución.